# تبريد عميق

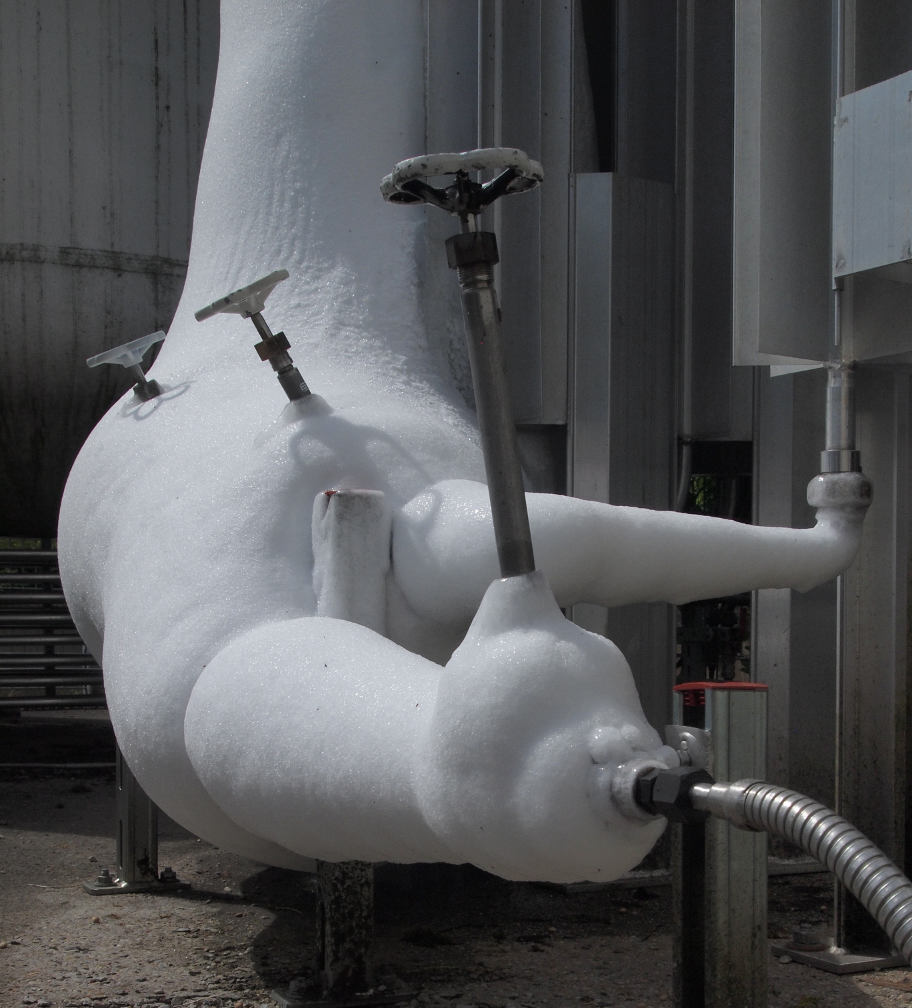
صمامات التبريد العميق في الموقع، متجمدة بشدة بسبب الرطوبة الجوية المكثفة

في الفيزياء، تعني فيزياء الحرارة المنخفضة أو التبريد العميق إنتاج المواد وسلوكها عند درجات حرارة منخفضة للغاية.
ليست محددةً بدقة درجة حرارة التي ينتهي عندها التثليج ويبدأ التبريد الشديد، لكن يعتبر العلماء غازًا ما شديد البرودة إذا أمكن تسييله عند درجة حرارة - °150 مئوية (°123 كلفن؛ °238 فهرنهايت) أو دونها. يعتبر المعهد الوطني الأميركي للمعايير والتقنية أن مجال التبريد الشديد ينطوي على درجات حرارة أدنى من – °180 مئوية (°93 كلفن؛ °292 فهرنهايت). هذا خط فاصل منطقي، بما أن نقاط الغليان الطبيعية لما يُدعى بالغازات الدائمة (مثل الهليوم، والهيدروجين، والنيون، والنتروجين، والأكسجين، والهواء الطبيعي) أدنى من– °180 مئوية بينما لغازات تبريد الفريون، والهيدروكربون، وغيرها من غازات التبريد الشائعة نقاط غليان أعلى من – °180 مئوية.
أعطى اكتشاف المواد فائقة الموصلية ذات درجات حرارة حرجة مرتفعة بصورة ملحوظة أعلى من نقطة غليان النيتروجين السائل اهتمامًا جديدًا بالوسائل الموثوقة ومنخفضة التكلفة لإنتاج التبريد الشديد مرتفع الحرارة. يصف مصطلح «تبريد شديد مرتفع الحرارة» درجات الحرارة التي تترواح من ما يزيد عن نقطة غليان النيتروجين السائل، - °195.79 مئوية (°77.36 كلفن؛ °320.42 فهرنهايت)، وصولًا إلى -°50 مئوية (223 كلفن؛ - °58 فهرنهايت).
يستخدم أخصائيو التبريد الشديد مقياسي كلفن ورانكين للحرارة، ويقيس كلاهما انطلاقًا من الصفر المطلق، بدلًا من مقاييس أكثر شيوعًا مثل المئوية (السلسية) الذي يقيس بدءًا من نقطة تجمد المياه عند مستوى سطح البحر أو الفهرنهايت الذي يقع صفره عند درجة حرارة اعتباطية.

## تعاريف وفوارق
فيزياء الحرارة المنخفضة
أفرع الهندسة التي تنطوي على دراسة درجات الحرارة المتدنية جدًا، وكيفية إنتاجها، وسلوكيات المواد عند درجات الحرارة هذه.
علم الأحياء البردي
فرع علم الأحياء الذي يُعنى بدراسة آثار درجات الحرارة المنخفضة وتأثيرها على الكائنات الحية (لغاية تحقيق الحفظ بالبرودة في معظم الأوقات).
حفظ الموارد الجينية الحيوانية بالبرودة
الحفاظ على المواد الجينية بقصد الحفاظ على سلالة.
جراحة بردية
فرع الجراحة الذي يطبق درجات حرارة شديدة البرودة لتدمير نسيج خبيث، كخلايا السرطان.
إلكترونيات بردية
دراسة الظواهر الإلكترونية عند درجات حرارة منخفضة للغاية. تشمل الأمثلة الموصولية الفائقة وقفز المدى المتغير.
كرايوترونيكس
التطبيق العملي للإلكترونيات البردية.
حفظ الخلايا الحية بالتبريد
حفظ البشر والحيوانات بالبرودة بغية إعادة الإحياء في المستقبل. يستخدم مصطلح «التبريد الشديد» في بعض الأحيان عن طريق الخطأ بدلًا عن «حفظ الخلايا الحية بالتبريد» في الثقافة الشعبية والصحافة.

## أصول الكلمات
إن كلمة cryogenics (التبريد الشديد) مشتقة من الصيغة الإغريقية κρύο (cryo) - «برد» + γονική (genic) «لها علاقة بالإنتاج».

## سوائل التبريد الشديد
سوائل التبريد الشديد مع نقطة غليانها بحسب مقياس كلفن:
| السائل    | نقطة الغليان (كلفن) |
| هليوم – 3 | 3.19                |
| هليوم – 4 | 4.214               |
| هيدروجين  | 20.27               |
| نيون      | 27.09               |
| نيتروجين  | 77.09               |
| هواء      | 78.8                |
| فلورين    | 85.24               |
| أوكسجين   | 90.18               |
| ميثان     | 111.7               |

## التطبيقات الصناعية

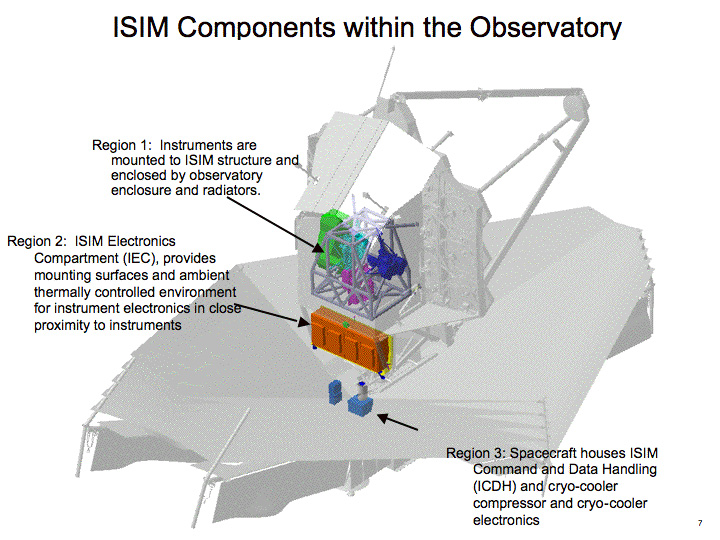
هذا رسم تخطيطي لتلسكوب فضائي يقيس الأشعة تحت الحمراء ، يحتاج إلى مرآة وأدوات تصوير باردة. وهو يحتاج إلى أداة واحدة تكون أكثر برودة. الأداة موجودة في المنطقة 1 وجهاز تبريدها موجود في المنطقة 3 في منطقة أكثر دفئًا من المركبة الفضائية. (انظر MIRI (أداة قياس الأشعة تحت الحمراء الوسطية) أو تلسكوب جيمس ويب الفضائي).

تُستخدم الغازات المسالة كالنيتروجين السائل والهليوم السائل في العديد من تطبيقات التبريد الشديد. النيتروجين السائل هو العنصر الأكثر استخدامًا في التبريد الشديد ويمكن شراؤه بصورة قانونية حول العالم. الهليوم السائل شائع الاستخدام أيضًا ويسمح بالوصول إلى أدنى درجة حرارة يمكن بلوغها.
يمكن تخزين هذه السوائل في كظيمات، وهي حافظات مزدوجة الحائط وتحتوي على هواء عازل بين الحوائط ما يقلل وصول الحرارة إلى السائل. الكظيمات المخبرية النموذجية كروية الشكل، تصنع من الزجاج وتحميها حافظة معدنية خارجية. للكظيمات المخصصة لحفظ سوائل مفرطة البرودة مثل الهليوم السائل حافظة أخرى مزدوجة الحائط مملوءة بالنيتروجين السائل. سُميت الكظيمات (قوارير ديوار) تيمنًا بمخترعها، جيمس ديوار، أول رجل سيّل الهيدروجين. قوارير الترمس (الحافظات) هي كظيمات أصغر حجمًا تُموضع في تغليف حافظ.
تُستخدم ملصقات الباركود البرودية لتحديد الكظيمات المحتوية على هذه السوائل، ولا تتجمد إلا عند وصولها إلى درجة حرارة – °195 مئوية.
مضخات النقل البرودية هي المضخات التي تُستخدم في الأرصفة البحرية للغاز الطبيعي المُسال لنقل الغاز الطبيعي المُسال من حاملاته إلى خزاناته، كما الصمامات البرودية أيضًا.

### المعالجة البرودية
تقدم حقل التبريد الشديد إبان الحرب العالمية الثانية وقتما وجد العلماء أن المعادن المجمدة عند درجات حرارة منخفضة تبدي مقاومة أكبر ضد التآكل. بناءً على نظرية التقسية البرودية هذه، أُسست صناعة المعالجة البرودية التجارية في عام 1966 على يد إد بوش. بخبرته في صناعة المعالجة الحرارية، أسس بوش شركة في ديترويت سُميت كرايوتيك في عام 1966  ثم دُمجت مع شركة 300 بيلو في عام 1999 لتصبح أكبر وأقدم شركة معالجة برودية تجارية في العالم. أجرى بوش تجاربه في الأصل على إمكانية زيادة عمر الأدوات المعدنية إلى أي نقطة بين 200% و400% من معدل عمرها الأصلي باستخدام التقسية البرودية بدلًا عن المعالجة الحرارية. تطور هذا في أواخر تسعينيات القرن العشرين إلى معالجة أقسام أخرى.
تُستخدم سوائل التبريد، مثل النيتروجين السائل، أيضًا في تطبيقات التبريد والتجميد المتخصصة. تحتاج بعض التفاعلات الكيميائية، مثل المُستخدمة في إنتاج المكونات الحية اللازمة لعقارات الستاتين الشهيرة، أن تحدث عند درجات حرارة منخفضة تصل تقريبًا إلى - °100 مئوية (- °148 فهرنهايت). تُستخدم المفاعلات الكيميائية البرودية الخاصة لإزالة حرارة التفاعل وتأمين بيئة منخفضة الحرارة. يتطلب تجميد الأطعمة ومنتجات التقنية الحيوية، مثل اللقاحات، نيتروجينًا سائلًا في أنظمة التبريد السريع أو التبريد بالغمر. تصبح بعض المواد اللينة أو المرنة قاسية وتتقصف عند درجات الحرارة المنخفضة جدًا، ما يجعل الطحن البرودي خيارًا بالنسبة للمواد التي يصعب طحنها عند درجات حرارة عالية.
إن المعالجة البرودية ليست بديلًا للمعالجة الحرارية، هي بالأحرى امتداد لدورة تسخين – إخماد – معالجة. في الحالة الطبيعية، عندما يُخمد غرض ما، تكون الحرارة النهائية بحرارة البيئة المحيطة. والسبب الوحيد لهذا هو عدم امتلاك معظم المعالجين الحراريين معدات تبريد. لا يوجد شيء هام من الناحية المعادنية حول درجة حرارة البيئة المحيطة. تتابع المعالجة البرودية هذا الفعل من درجة الحرارة المحيطة وصولًا إلى – °320 فهرنهايت (°140 رانكين؛ °78 كلفن؛ - °196 مئوية). في معظم الحالات تُتبع الدورة البرودية بعملية تعديل حراري. مثلما لا تمتلك كل الأشابات المكونات الكيميائية ذاتها، تختلف عملية التعديل وفقًا للتركيب الكيميائي للمادة، والتاريخ الحراري و/أو تطبيق خدمي معين لأداة ما.
تستغرق العملية كاملةً 3 إلى 4 أيام.

## راجع أيضًا
- الكيمياء الحرارية
- كيمياء الحرارة المنخفضة
- مكثف بوز-أينشتاين